# Charlotte Kalla
Marina Charlotte Kalla (* 22. Juli 1987 in Tärendö, Gemeinde Pajala) ist eine ehemalige schwedische Skilangläuferin. Ihre größten Erfolge erreichte sie mit dem Olympiasieg über 10 km bei den Olympischen Winterspielen 2010 in Vancouver, dem Olympiasieg im Skiathlon bei den Olympischen Winterspielen 2018 sowie dem Weltmeistertitel über 10 km in Falun 2015.

## Werdegang

### Erste Erfolge als Juniorin
Charlotte Kalla, die in Östersund lebt und für den IFK Tärendö startet, gab ihr internationales Debüt im November 2004 beim FIS-Rennen in Gällivare. Im Rennen über 5 Kilometer in Gällivare wurde sie auf Anhieb Zweite hinter Lina Andersson. Eine Woche später wurde sie über dieselbe Strecke an selber Stelle Vierte. Im Allgemeinen trat sie zu dieser Zeit noch in Juniorenrennen an. 2005 wurde sie schwedische Juniorenmeisterin über 10 Kilometer und Zweitplatzierte über 5 Kilometer und im Sprint. Gegen Ende der Saison gewann sie in Kiruna ihr erstes FIS-Rennen über die 5-Kilometer-Strecke. Die Juniorenrennen dominierte sie fast nach Belieben, platzierte sich selten schlechter als auf dem zweiten Rang. Bei den Juniorenweltmeisterschaften 2006 in Kranj gewann sie Gold im Verfolgungsrennen, Bronze über 5 Kilometer und verpasste eine dritte Medaille als Vierte im Sprint nur knapp. Anschließend gewann sie in Kalix erneut einen nationalen Juniorentitel über 5 Kilometer und Bronze im Sprintrennen. Gegen Ende der Saison wurde Kalla im Sprintrennen von Changchun erstmals im Weltcup eingesetzt, wo sie 14. wurde.

### Erste Erfolge im Weltcup
Zu Beginn der Saison 2006/07 belegte sie mit Platz sieben im 10-Kilometer-Rennen von Gällivare ihre erste Top-Ten-Platzierung im Weltcup. in diesem Wettbewerb wurde sie nun verstärkt eingesetzt. Mit der Staffel wurde sie im Dezember in La Clusaz Zweite und gewann erstmals im Februar in Davos ein Weltcuprennen. Bei den anschließenden Nordischen Skiweltmeisterschaften 2007 erreichte sie mit einem fünften Platz im 10-Kilometer-Rennen und einem siebten Rang in der Verfolgung beachtliche Ergebnisse. Bei den folgenden Juniorenweltmeisterschaften gewann Kalla Gold über 5 Kilometer sowie in der Verfolgung und Silber hinter Astrid Jacobsen im Sprint.
Zum Auftakt der Saison 2007/08 gewann Kalla mit Britta Johansson Norgren den Teamsprint in Düsseldorf. Zudem gewann sie zum Jahreswechsel die Tour de Ski, welche der Saisonhöhepunkt war. Dabei konnte sie auch drei Etappensiege feiern. Nach der Tour de Ski gelangen Kalla jedoch nur noch drei Einzelplatzierungen unter den besten zehn im Weltcup. Der Saisonbeginn 2008/09 in Gällivare verlief wieder erfolgreich für Kalla, als sie das erste Saisonrennen über 10 Kilometer vor Marit Bjørgen gewinnen konnte. Einen Tag später stand sie zudem mit der Staffel als Dritte erneut auf dem Podium. Auch im Dezember war sie in La Clusaz als Zweite mit der Staffel erfolgreich. Bei den Schwedischen Meisterschaften 2009 gewann sie den Titel in der Verfolgung über 15 km sowie über 10 km im Einzel. Im Sprint wurde sie Vierte. Beim Weltcup in Valdidentro verpasste sie als Vierte erneut das Podium nur knapp.
In Liberec bei den Nordischen Skiweltmeisterschaften 2009 gewann Kalla nach einem achten Platz in der Verfolgung und Rang sechs im Sprint mit der Staffel die Bronzemedaille. Im Massenstart über 30 km lief sie auf Rang 18. Zum Saisonende verpasste Kalla in Lahti nur knapp den Sieg und wurde am Ende Zweite. Das Saisonfinale in Falun beendete sie auf Rang drei. Im Gesamtweltcup belegte Kalla am Ende Rang 12. Nach dem Ende der Saison gewann sie insgesamt drei FIS-Rennen in Åsarna und Piteå. Zu Beginn der Saison 2009/10 wurde Kalla Zweite in Beitostølen und gewann mit der Staffel den Weltcup auf gleicher Strecke einen Tag später. Auch in Davos wurde sie erneut Zweite, bevor sie bei den Schwedischen Meisterschaften 2010 in Piteå über 10 km ihren Titel verteidigte und Silber im Sprint sowie der Verfolgung gewann.

### Erster Olympiasieg
Nachdem sie in Canmore erneut einen Weltcup gewinnen konnte, gewann Kalla bei den Olympischen Spielen 2010 in Vancouver die Goldmedaille über 10 km Freistil und konnte gemeinsam mit Anna Haag Silber im Teamsprint gewinnen. Mit der Staffel verpasste sie als Fünfte deutlich eine Medaille. Auch im Skiathlon und über 30 km verpasste sie eine Topplatzierung, konnte sich aber innerhalb der Top 10 platzieren. Beim Saisonfinale in Falun stand sie wie im Vorjahr wieder auf Rang drei.
Zu Beginn der Saison 2010/11 stand sie in Gällivare erneut zweimal als Zweite auf dem Podium. im Dezember 2010 gewann sie die FIS-Rennen im Sprint und über 10 km in Skellefteå. Die Tour de Ski 2010/11 beendete Kalla als Fünfte. Bei den Schwedischen Meisterschaften 2011 in Sundsvall gewann Kalla den Titel in der Verfolgung. Kurze Zeit später startete sie bei den Nordischen Skiweltmeisterschaften 2011 in Oslo. Nach einem achten Platz im Sprint, Rang vier in der Verfolgung und Rang 11 über 10 km im klassischen Stil, gewann sie im Teamsprint die Goldmedaille. Nur einen Tag später gewann Kalla mit der Mannschaft im Staffelrennen Silber. Die Weltmeisterschaften beendete sie mit Rang vier über 30 km. In der Weltcup-Gesamtwertung belegte Kalla nach dem sechsten Rang in Falun den fünften Gesamtrang.
Nachdem sie im Sommer 2011 bei den Rollerski-Weltmeisterschaften 2011 in Aure Silber im 10-km-Berglauf und Gold im 24-km-Massenstartrennen gewann, startete Kalla auch in die Saison 2011/12 erfolgreich mit einem zweiten Rang in Sjusjøen. In Kuusamo wurde sie Gesamtvierte. In Davos und Rogla verpasste sie gute Platzierungen und landete nur im Mittelfeld. Die Tour de Ski 2011/12 beendete sie als Siebente. In Otepää verpasste sie eine Podiums-Platzierung nur knapp und wurde Vierte. Bei den Schwedischen Meisterschaften 2012 gewann sie im Skiathlon und im Einzel über 10 km die Goldmedaille sowie im Sprint Silber. In Rybinsk stand Kalla als Zweite erneut auf dem Podium. Nachdem sie am Ende der Saison auch in Falun auf Rang drei landete, beendete sie ihre bis dahin erfolgreichste Saison auf Rang vier in der Weltcup-Gesamtwertung.

### Konstante Podestplätze bei Großereignissen
Nach der erfolgreichen Saison 2011/12 wechselte Kalla zur Saison 2012/13 zum Verein Piteå Elit und musste fortan mit einem Leistungseinbruch kämpfen. Nur selten landete sie auf vorderen Plätzen. Bei der Tour de Ski 2012/13 wurde sie Siebente. Bei den folgenden Nordischen Skiweltmeisterschaften 2013 im Val di Fiemme gewann sie im Teamsprint gemeinsam mit Ida Ingemarsdotter die Silbermedaille. Auch in der Staffel gewann Kalla mit der Mannschaft Edelmetall. In den Einzeldisziplinen lief sie jedoch den Medaillen weit hinterher.
Am Ende der Saison wurde sie Achte der Gesamtwertung. Bei den Schwedischen Meisterschaften 2013 im April in Boden gewann sie den Titel über 30 km.
Zum Beginn der Saison 2013/14 erreichte sie den zweiten Platz bei der Nordic Opening in Kuusamo. Es folgten in der Saison weitere Podestplatzierungen mit zwei dritten Plätzen in Davos über 15 km Freistil und in Toblach über 10 km klassisch. In Lillehammer und in Lahti belegte sie über 10 km klassisch den zweiten Platz. Bei den Olympischen Winterspielen 2014 in Sotschi gewann sie im Auftaktwettbewerb die Silbermedaille im Skiathlon hinter Bjørgen sowie die Goldmedaille in der 4 × 5-km-Staffel. Im Skiathlon holte sie ebenfalls Silber. Beim Weltcupfinale kam sie auf den fünften Rang und beendete die Saison auf den siebten Rang im Gesamtweltcup und den vierten Platz im Distanzweltcup. Im März 2014 wurde sie erneut schwedische Meisterin über 30 km. Im selben Monat siegte sie beim Årefjällsloppet.
In der Saison 2014/15 errang sie den fünften Platz bei der Nordic Opening in Lillehammer. Im Februar 2015 siegte sie in Östersund über 10 km Freistil. Bei den folgenden Nordischen Skiweltmeisterschaften 2015 in Falun gewann sie Bronze im Skiathlon und im 30-km-Massenstartrennen. Silber holte sie mit der Staffel und Gold über 10 km Freistil. Im März 2015 errang sie beim Weltcuprennen in Lahti den dritten Platz über 10 km klassisch beendete die Saison wie im Vorjahr auf den siebten Rang im Gesamtweltcup und den vierten Platz im Distanzweltcup. 2015 wurde sie schwedische Meisterin im Skiathlon, über 10 km, über 30 km und zusammen mit Jennie Öberg im Teamsprint. Nach Platz sechs bei der Nordic Opening in Ruka zu Beginn der Saison 2015/16, errang sie im Skiathlon in Lillehammer den dritten Platz. Bei der Tour de Ski 2016 kam sie viermal unter die ersten Zehn und errang damit den vierten Platz in der Gesamtwertung. Ende Januar 2016 wurde sie schwedische Meisterin über 10 km und im Skiathlon. Zum Saisonende kam sie bei der Ski Tour Canada auf den 12. Platz und belegte den fünften Platz im Gesamtweltcup und den vierten Rang im Distanzweltcup. Anfang April 2016 gewann sie bei den schwedischen Meisterschaften in Gällivare über 30 km klassisch und Silber zusammen mit Jennie Öberg im Teamsprint. Nach Platz 75 über 10 km klassisch in Ruka beim ersten Weltcup in der Saison 2016/17, siegte sie beim Scandinavian Cup in Lillehammer im 15-km-Massenstartrennen und über 5 km Freistil. Bei der Tour de Ski 2016/17 belegte sie mit drei Top-Zehn-Platzierungen, darunter Platz drei im 10-km-Massenstartrennen im Fleimstal, den 11. Platz in der Gesamtwertung. In Ulricehamn errang sie mit der Staffel und über 10 km Freistil jeweils den dritten Platz. Anfang Februar 2017 wurde sie schwedische Meisterin im Skiathlon und über 10 km klassisch. Beim folgenden Weltcup in Otepää belegte sie den zweiten Platz über 10 km klassisch. Beim Saisonhöhepunkt den Nordischen Skiweltmeisterschaften 2017 in Lahti holte sie die Bronzemedaille im Skiathlon und jeweils die Silbermedaille mit der Staffel und über 10 km klassisch. Zudem wurde sie Siebte im 30-km-Massenstartrennen. Zum Saisonende kam sie beim Weltcup-Finale in Québec auf den achten Platz und erreichte den neunten Platz im Gesamtweltcup und den fünften Rang im Distanzweltcup. Ende März 2017 siegte sie bei den schwedischen Meisterschaften in Umeå im Rennen über 30 km.
Zu Beginn der Saison 2017/18 gewann Kalla in Gällivare zwei FIS-Rennen und triumphierte mit dem Plätzen 12, drei und zwei beim Nordic Opening. Es folgten im Skiathlon in Lillehammer und über 10 km Freistil in Toblach weitere Siege. Im Januar 2018 errang sie beim Scandinavian Cup in Piteå den dritten Platz im Sprint, den zweiten Platz im 20-km-Massenstartrennen und den ersten Platz über 10 km Freistil und lief beim folgenden Weltcup in Planica auf den zweiten Platz über 10 km klassisch. Bei den Olympischen Winterspielen 2018 in Pyeongchang holte sie über 10 km Freistil, mit der Staffel und zusammen mit Stina Nilsson jeweils die Silbermedaille und im Skiathlon die Goldmedaille. Beim Weltcupfinale in Falun belegte sie den siebten Platz und erreichte abschließend den siebten Platz im Gesamtweltcup und den sechsten Rang im Distanzweltcup. Im März 2018 wurde sie mit der Holmenkollen-Medaille geehrt und in Skellefteå schwedische Meisterin über 10, 15 und 30 km. Nach Platz zwei über 10 km klassisch in Ruka zu Beginn der Saison 2018/19, erreichte sie beim Lillehammer Triple mit drei Top-Zehn-Platzierungen, darunter Rang drei über 10 km Freistil, den vierten Platz und in Beitostølen den zweiten Platz über 15 km Freistil. Ende Januar 2019 wurde sie mit der Staffel beim Weltcup in Ulricehamn und bei den schwedischen Meisterschaften in Sundsvall über 10 km klassisch jeweils Zweite. Beim Saisonhöhepunkt den Nordischen Skiweltmeisterschaften 2019 in Seefeld in Tirol, gewann sie mit der Staffel die Goldmedaille. In den Einzelrennen kam sie dort auf den neunten Platz über 10 km klassisch, auf den sechsten Rang im Skiathlon und auf den fünften Platz im 30-km-Massenstartrennen. Beim Weltcupfinale in Québec lief sie auf den zehnten Platz und erreichte abschließend den 11. Platz im Gesamtweltcup und den siebten Rang im Distanzweltcup.
In der Saison 2019/20 belegte Kalla den 14. Platz im Gesamtweltcup und den zehnten Rang im Distanzweltcup. Dabei lief sie auf den 14. Platz beim Nordic Opening, auf den 12. Rang bei der Tour de Ski 2019/20 und auf den 15. Platz bei der Skitour. Zudem wurde sie in Lillehammer und Lahti jeweils Dritte mit der Staffel. In der folgenden Saison wurde sie in Lahti Zweite mit der Staffel und bei den Nordischen Skiweltmeisterschaften 2021 in Oberstdorf jeweils Sechste über 10 km Freistil und mit der Staffel und Fünfte im Skiathlon. In der Saison 2021/22 errang sie bei der Tour de Ski 2021/22 den 16. Platz und bei den Olympischen Winterspielen 2022 in Peking den 35. Platz im 30-km-Massenstartrennen, den 20. Platz über 10 km klassisch sowie den 19. Platz im Skiathlon. Ende März 2022 wurde sie schwedische Meisterin im 15-km-Massenstartrennen.
Nach der Saison 2021/22 beendete sie ihre Karriere.

## Erfolge

### Siege bei Weltcuprennen

#### Weltcupsiege im Einzel
| Nr. | Datum             | Ort         | Wettbewerb                     |
| --- | ----------------- | ----------- | ------------------------------ |
| 1.  | 6. Januar 2008    | Tour de Ski | Gesamtwertung                  |
| 2.  | 22. November 2008 | Gällivare   | 10 km Freistil Individualstart |
| 3.  | 5. Februar 2010   | Canmore     | 10 km Freistil Individualstart |
| 4.  | 15. Februar 2015  | Östersund   | 10 km Freistil Individualstart |
| 5.  | 26. November 2017 | Ruka        | Gesamtwertung Nordic Opening   |
| 6.  | 3. Dezember 2017  | Lillehammer | 15 km Skiathlon                |
| 7.  | 16. Dezember 2017 | Toblach     | 10 km Freistil Individualstart |

#### Etappensiege bei Weltcuprennen
| Nr. | Datum             | Ort                  | Wettbewerb                  | Rennen              |
| --- | ----------------- | -------------------- | --------------------------- | ------------------- |
| 1.  | 29. Dezember 2007 | Nové Město na Moravě | 10 km Verfolgung Freistil 1 | Tour de Ski 2007/08 |
| 2.  | 1. Januar 2008    | Nové Město na Moravě | 10 km Verfolgung Freistil 1 | Tour de Ski 2007/08 |
| 3.  | 4. Januar 2008    | Asiago               | 1,2 km Sprint Freistil      | Tour de Ski 2007/08 |
| 4.  | 21. März 2010     | Falun                | 10 km Verfolgung Freistil 1 | Weltcup-Finale 2010 |
| 5.  | 1. Dezember 2013  | Kuusamo              | 10 km Verfolgung Freistil 1 | Nordic Opening 2013 |

#### Weltcupsiege im Team
| Nr. | Datum             | Ort         | Wettbewerb              |
| --- | ----------------- | ----------- | ----------------------- |
| 1.  | 4. Februar 2007   | Davos       | 4 × 5 km Staffel 2      |
| 2.  | 28. Oktober 2007  | Düsseldorf  | 6 × 0,8 km Teamsprint 3 |
| 3.  | 22. November 2009 | Beitostølen | 4 × 5 km Staffel 4      |

### Siege bei Ski-Classics-Rennen
| Nr. | Datum         | Ort           | Rennen          | Disziplin                   |
| --- | ------------- | ------------- | --------------- | --------------------------- |
| 1.  | 29. März 2014 | Vålådalen–Åre | Årefjällsloppet | 61 km klassisch Massenstart |

### Siege bei Continental-Cup-Rennen
| Nr. | Datum             | Ort         | Disziplin                       | Serie            |
| --- | ----------------- | ----------- | ------------------------------- | ---------------- |
| 1.  | 15. Januar 2006   | Skellefteå  | 10 km Freistil Individualstart  | Scandinavian Cup |
| 2.  | 4. Januar 2014    | Skellefteå  | Sprint Freistil                 | Scandinavian Cup |
| 3.  | 5. Januar 2014    | Piteå       | 10 km klassisch Individualstart | Scandinavian Cup |
| 4.  | 6. Januar 2014    | Piteå       | 10 km Freistil Individualstart  | Scandinavian Cup |
| 5.  | 9. Januar 2015    | Falun       | 10 km Freistil Individualstart  | Scandinavian Cup |
| 6.  | 10. Dezember 2016 | Lillehammer | 5 km Freistil Individualstart   | Scandinavian Cup |
| 7.  | 11. Dezember 2016 | Lillehammer | 15 km klassisch Massenstart     | Scandinavian Cup |
| 8.  | 6. Januar 2018    | Piteå       | 10 km Freistil Individualstart  | Scandinavian Cup |

### Teilnahmen an Weltmeisterschaften und Olympischen Winterspielen

#### Olympische Spiele
| Jahr und Ort     | Wettbewerb | Wettbewerb | Wettbewerb | Wettbewerb | Wettbewerb | Wettbewerb |
| Jahr und Ort     | 10 km      | Skiathlon  | 30 km      | Sprint     | Staffel    | Teamsprint |
| ---------------- | ---------- | ---------- | ---------- | ---------- | ---------- | ---------- |
| 2010 Vancouver   | 1.         | 8.         | 6.         | –          | 5.         | 2.         |
| 2014 Sotschi     | 2.         | 2.         | 31.        | –          | 1.         | –          |
| 2018 Pyeongchang | 2.         | 1.         | 5.         | –          | 2.         | 2.         |
| 2022 Peking      | 20.        | 19.        | 35.        | –          | –          | –          |

#### Nordische Skiweltmeisterschaften
| Jahr und Ort       | Wettbewerb | Wettbewerb | Wettbewerb | Wettbewerb | Wettbewerb | Wettbewerb |
| Jahr und Ort       | 10 km      | Skiathlon  | 30 km      | Sprint     | Staffel    | Teamsprint |
| ------------------ | ---------- | ---------- | ---------- | ---------- | ---------- | ---------- |
| 2007 Sapporo       | 5.         | 7.         | –          | –          | 4.         | –          |
| 2009 Liberec       | –          | 8.         | 18.        | 6.         | 3.         | –          |
| 2011 Oslo          | 11.        | 4.         | 4.         | 8.         | 2.         | 1.         |
| 2013 Val di Fiemme | 7.         | 6.         | 11.        | 11.        | 2.         | 2.         |
| 2015 Falun         | 1.         | 3.         | 3.         | –          | 2.         | –          |
| 2017 Lahti         | 2.         | 3.         | 7.         | –          | 2.         | –          |
| 2019 Seefeld       | 9.         | 6.         | 5.         | –          | 1.         | –          |
| 2021 Oberstdorf    | 6.         | 5.         | DNF        | –          | 6.         | –          |

## Platzierungen im Weltcup

### Weltcup-Statistik
Die Tabelle zeigt die erreichten Platzierungen im Einzelnen.
- 1.–3. Platz: Anzahl der Podiumsplatzierungen
- Top 10: Anzahl der Platzierungen unter den ersten zehn
- Punkteränge: Anzahl der Platzierungen innerhalb der Punkteränge
- Starts: Anzahl gelaufener Rennen in der jeweiligen Disziplin
- Hinweis: Bei den Distanzrennen erfolgt die Einordnung gemäß FIS.

| Platzierung         | Distanzrennen a | Distanzrennen a | Distanzrennen a | Distanzrennen a | Distanzrennen a | Skiathlon Verfolgung | Sprint | Etappen- rennen b | Gesamt | Team   | Team    |
| Platzierung         | ≤ 5 km          | ≤ 10 km         | ≤ 15 km         | ≤ 30 km         | > 30 km         | Skiathlon Verfolgung | Sprint | Etappen- rennen b | Gesamt | Sprint | Staffel |
| ------------------- | --------------- | --------------- | --------------- | --------------- | --------------- | -------------------- | ------ | ----------------- | ------ | ------ | ------- |
| 1. Platz            |                 | 4               |                 |                 |                 | 5                    | 1      | 2                 | 12     | 1      | 2       |
| 2. Platz            | 6               | 13              | 1               | 1               |                 | 3                    | 1      | 1                 | 26     |        | 6       |
| 3. Platz            | 2               | 9               | 1               |                 |                 | 3                    | 1      | 5                 | 21     |        | 6       |
| Top 10              | 18              | 53              | 7               | 11              |                 | 42                   | 22     | 21                | 174    | 3      | 25      |
| Punkteränge         | 20              | 84              | 12              | 13              | 1               | 61                   | 56     | 27                | 274    | 4      | 26      |
| Starts              | 21              | 88              | 12              | 13              | 1               | 62                   | 69     | 27                | 293    | 4      | 26      |
| Stand: Karriereende |                 |                 |                 |                 |                 |                      |        |                   |        |        |         |

### Weltcup-Gesamtplatzierungen
| Saison  | Gesamt | Gesamt | Distanz | Distanz | Sprint | Sprint |
| Saison  | Punkte | Platz  | Punkte  | Platz   | Punkte | Platz  |
| ------- | ------ | ------ | ------- | ------- | ------ | ------ |
| 2005/06 | 18     | 78.    | -       | -       | 18     | 48.    |
| 2006/07 | 104    | 37.    | 79      | 28.     | 25     | 39.    |
| 2007/08 | 1048   | 4.     | 487     | 7.      | 161    | 18.    |
| 2008/09 | 663    | 12.    | 409     | 12.     | 134    | 17.    |
| 2009/10 | 654    | 8.     | 493     | 4.      | 41     | 52.    |
| 2010/11 | 1110   | 5.     | 503     | 6.      | 217    | 12.    |
| 2011/12 | 1376   | 4.     | 804     | 4.      | 208    | 15.    |
| 2012/13 | 845    | 8.     | 456     | 7.      | 125    | 20.    |
| 2013/14 | 783    | 7.     | 473     | 4.      | 60     | 38.    |
| 2014/15 | 620    | 7.     | 426     | 4.      | 104    | 21.    |
| 2015/16 | 1217   | 5.     | 730     | 4.      | 119    | 22.    |
| 2016/17 | 660    | 9.     | 491     | 5.      | 9      | 69.    |
| 2017/18 | 934    | 7.     | 620     | 6.      | 42     | 43.    |
| 2018/19 | 656    | 11.    | 454     | 7.      | 50     | 35.    |
| 2019/20 | 658    | 14.    | 477     | 10.     | 9      | 69.    |
| 2020/21 | 74     | 53.    | 74      | 35.     | -      | -      |
| 2021/22 | 176    | 31.    | 116     | 20.     | -      | -      |

## Auszeichnungen
Für ihre Leistungen wurde sie mit dem von Sveriges Radio vergebenen Radiosportens Jerringpris ausgezeichnet.
2020 wurde ihr von der Technischen Universität Luleå ein Ehrendoktor verliehen.